# H.U.V.A. Network
H.U.V.A. Network — музыкальная группа, дуэт, образованный французом Винсентом Вилуи (фр. Vincent Villuis) и шведом Магнусом Биргерссоном (англ. Magnus Birgersson). Вилуи имеет сценический псевдоним Aes Dana, а Биргерссон — Solar Fields. Под этими псевдонимами Вилуи и Биргерссон выпускали и выпускают музыкальные альбомы самостоятельно, но в 2004 году их объединёнными усилиями был выпущен альбом «Distances» в рамках новосозданной музыкальной группы «H.U.V.A. Network».
«Distances» был выпущен в 2004 году и на его создание понадобилось около 7 месяцев: 6 месяцев на непосредственное написание музыки, 2 недели на микширование и одна неделя на мастеринг, совместно с другим музыкантом под псевдонимом Huby Sea. В процессе создания этого альбома Вилуи и Биргерссон общались в бо́льшей мере через Интернет, музыку писали отдельно на своих студиях: Биргерссон в «Jupiter Studio» в Гётеборге, а Вилуи в «Ultimae Studio» в Лионе. Дебютный альбом был высоко оценён множеством независимых музыкальных обозревателей.
Через 5 лет, в 2009 году, вышел их второй альбом — «Ephemeris». При его создании композиторы несколько раз собирались в одном месте (на студии Биргерссона «Jupiter Studio» в Гётеборге и студии Вилуи «Ultimae Studio» в Лионе) и писали музыку. Как позже в интервью сообщил Винсент Вилуи, эту идею предложил Магнус, и впоследствии они оба её поддержали.
В 2010 году состоялся релиз альбома — «Live at Glostonbury Festival 2005», состоящего из записей живого выступления группы на Гластонберийском фестивале в 2005 году.
Название группы «H.U.V.A. Network» расшифровывается как «Humans Under Visual Atmospheres Network», что примерно означает «сеть людей под (влиянием) визуальных атмосфер». Однако в интервью композиторы заявили, что под понятием H.U.V.A. они подразумевают не совсем то, что оно значит: «Термин H.U.V.A. обозначает понятие тайны, маски… Он похож на мини концептуальный код». Название также может быть переведено как «люди (находящиеся) под зрительной сетью в атмосферах» или «люди (находящиеся) под сетью зрительных атмосфер».